# Terra Firma
A Classical Gas az ausztráliai Tommy Emmanuel gitáros nyolcadik nagylemeze, amely 1995-ben jelent meg.

## Számlista
Az összes szám szerzője Tommy Emmanuel. 
| #   | Cím                                       | Szerző(k)                             | Hossz |
| --- | ----------------------------------------- | ------------------------------------- | ----- |
| 1.  | Back On The Terra Firma                   |                                       |       |
| 2.  | Love Gone West                            |                                       |       |
| 3.  | Nashville Express                         |                                       |       |
| 4.  | Rondo ala Turka                           |                                       |       |
| 5.  | Theme From Missing                        |                                       |       |
| 6.  | Happy Go Lucky Guitar                     |                                       |       |
| 7.  | Bendin' It                                |                                       |       |
| 8.  | Optimism Part I                           |                                       |       |
| 9.  | Shindig                                   |                                       |       |
| 10. | Town Hall Shuffle                         |                                       |       |
| 11. | Last Post                                 |                                       |       |
| 12. | Ashoakan Farewell                         |                                       |       |
| 13. | Rise and Shine                            |                                       |       |
| 14. | Optimism Part II                          |                                       |       |
| 15. | The Shaker                                |                                       |       |
| 16. | AC/DC Medley: Riff Raff/Let There be Rock | Angus Young, Malcolm Young, Bon Scott |       |

## Közreműködők
- Tommy Emmanuel - gitár
- Phil Emmanuel - gitár

## Külső hivatkozások
- Hivatalos oldal (angolul)